# HMS Gossamer (J63)
Pour les autres navires du même nom, voir HMS Gossamer.
Le HMS Gossamer (pennant number J63) est un dragueur de mines de la classe Halcyon construit pour la Royal Navy dans les années 1930 et utilisé pendant la Seconde Guerre mondiale

## Construction
Le Gossamer est commandé le 16 juillet 1936 pour le chantier naval de William Hamilton & Company de Port Glasgow en Ecosse. La pose de la quille est effectuée le 2 novembre 1936, le Gossamer est lancé le 5 octobre 1937 et mis en service le 31 mars 1938.
La classe Halcyon est conçue pour remplacer la classe Hunt précédente et varie en taille et en propulsion en fonction de sa construction.
Après la fabrication des 5 premiers Halcyon, et ses 2 exemplaires d'une variante, le deuxième groupe de 14 navires dont fait partie ce navire est lancé avec comme principale modification sa propulsion. Ils déplacent 828 t à charge standard et 1 311 t à pleine charge. Les navires ont une longueur totale de 74,75 m comme la variante de la première série, un maître-bau de 10,21 m et un tirant d'eau de 2,7 m.
Ils sont propulsés par deux turbines à vapeur Parsons (alors que la première série des Halcyon possédait des machines à vapeur verticales compound ou triple expansion), chacune entraînant un arbre, utilisant la vapeur fournie par deux chaudières à trois cylindres Admiralty. Les moteurs produisent un total de 1 750 ch (2 370 kW) et donnent une vitesse maximale de 16,5 nœuds (30,6 km/h). Il transporte au maximum 247 t de mazout, ce qui lui donne un rayon d'action de 7 200 milles marins (13 300 km) à 10 nœuds (19 km/h).  L'effectif du navire est composé de 80 officiers et hommes d'équipage.
Cette deuxième série de la classe Halcyon est armée de deux canons de marine de 4 pouces QF Mk V (102 mm) avec un montage HA Mk.III à angle élevé. Il est également équipé de huit mitrailleuses Lewis de .303 British (7,7 mm), ainsi d'un support quadruple pour les mitrailleuses Vickers de 12,7 mm est rajouté. Plus tard, dans sa carrière, il est rajouté jusqu'à quatre supports simples ou doubles pour les canons antiaérien Oerlikon de 20 mm. Pour le travail d'escorte, son équipement de dragage de mines pouvait être échangé contre environ 40 charges de profondeur.

## Histoire
Lorsque la guerre éclate en septembre 1939, le Gossamer sert dans le North Atlantic Command (Commandement de l’Atlantique Nord) à Gibraltar. Il quitte le 6 février 1942, arrivant à Chatham le 15, et après sa démagnétisation, il est affecté à la 5e Flottille de dragueurs de mines (5th Minesweeping Flotilla) gérée par le Rosyth Command.
Lors de l'évacuation de Dunkerque dans le cadre de l'opération Dynamo, le Gossamer effectue six voyages à destination et en provenance de ce port ou des plages, et ramène 3 200 officiers et hommes au Royaume-Uni.
Le Gossamer est ensuite transféré à la 6e Flottille de dragueurs de mines (6th Minesweeping Flotilla), sous le Nore Command, et participe à plusieurs opérations de dragage de mines et d'escorte. En 1941, la 6e Flottille rejoint successivement le Orkneys and Shetlands Command (Commandement des Orcades et des Shetlands) et le Western Approaches Command.
En octobre, le Gossamer fait partie de l'escorte anti-sous-marine du transport russe PQ 1, arrivant à Arkhangelsk le 11. Par la suite, il est engagé dans le dragage des mines et le balayage anti-sous-marins de ce port et dans l'escorte de convois ultérieurs.
Le 30 avril 1942, le Gossamer quitte Mourmansk avec deux autres navires de sa flottille pour aider le croiseur Edinburgh (16) qui a été torpillé avec le convoi QP 11 dans la mer de Barents. Le lendemain, le Edinburgh est encore attaqué par des destroyers allemands et coulé par un coup de grâce du Foresight (H68) à la position géographique 71° 51′ N, 35° 10′ E. Le Gossamer secourt 440 survivants. En mai, il prend part à l'escorte du convoi PQ 16.
Le Gossamer reste dans le nord de la Russie et le 24 juin, il est coulé par une bombe directe lors d'une attaque aérienne allemande alors qu'il est à l'ancre dans l'entrée de la baie de Kola à la position géographique 68° 59′ N, 33° 03′ E. Trois officiers sont tués et 20 hommes sont disparus, douze membres d'équipage sont blessés.

### Participation auxconvois
Le Gossamer a navigué avec les convois suivants au cours de sa carrière:
1. Convoi HG 18F
2. Convoi HX 125A
3. Convoi OB 310
4. Convoi OB 328
5. Convoi OB 336
6. Convoi ON 19
7. Convoi PQ 1
8. Convoi PQ 2
9. Convoi PQ 4
10. Convoi PQ 12
11. Convoi PQ 13
12. Convoi PQ 14
13. Convoi PQ 16
14. Convoi QP 3
15. Convoi QP 9
16. Convoi QP 10
17. Convoi QP 11
18. Convoi QP 12
19. Convoi SC 32
20. Convoi SC 34
21. Convoi SC 40
22. Convoi WN 90

### Commandement
- Commander (Cdr.) Reginald Cecil Haskett-Smith (RN) du 5 janvier 1939 au 21 février 1940
- Commander (Cdr.) Richard Cyril Vesey Ross (RN) du 21 février 1940 à octobre 1940
- Lieutenant Commander (Lt.Cdr.) Alan David Hastings Jay (RN) de octobre 1940 au 21 juillet 1941
- Lieutenant Commander (Lt.Cdr.) Thomas Crosbie Crease (RN) du 21 juillet 1941 au 24 juin 1942